# Independiente Medellín
Deportivo Independiente Medellín ist ein kolumbianischer Fußballverein aus der Stadt Medellín. Der Verein wurde am 15. April 1913 gegründet und zählt zu den größten und bedeutendsten Vereinen im kolumbianischen Fußball. Die Vereinsfarben sind Blau-Rot-Weiß. Zu den größten Triumphen zählt der Gewinn der kolumbianischen Fußballmeisterschaft in den Jahren 1955, mit dem argentinischen Star José Manuel Moreno als Spielertrainer, und 1957 sowie der Finalización 2002, der Apertura 2004, der Finalización 2009 und der Apertura 2016. International war der größte Erfolg der Einzug in das Halbfinale der Südamerikameisterschaft Copa Libertadores 2003.
Es besteht eine ausgeprägte Rivalität mit dem Stadtrivalen Atlético Nacional, gegen den der Clásico Paisa ausgetragen wird. Independiente wird in den Medien oft als „Die Macht aus den Bergen“ (El Poderoso de la Montaña) bezeichnet, da die Stadt Medellín auf den Anhöhen der Anden rund 1500 m über dem Meeresspiegel liegt.

## Stadion
Independiente teilt sich das nach einem Helden des kolumbianischen Unabhängigkeitskrieges zu Beginn des 19. Jahrhunderts benannte Estadio Atanasio Girardot mit seinem Ortsrivalen Atlético Nacional.
Das 52.872 Zuschauer fassende Stadion wurde 1953 eingeweiht und ist Teil der weitläufigen Sportanlage Unidad Deportiva Atanasio Girardot. Es war auch Austragungsort bei der Copa América 2001 und der Junioren-Fußballweltmeisterschaft 2011.

## Erfolge
- Meister von Kolumbien: 1955, 1957, 2002-II, 2004-I, 2009-II, 2016-I
- Vizemeister: 1959, 1961, 1966, 1993, 2001, 2008-II, 2012-II, 2014-II, 2015-I, 2018-II
- Pokal von Kolumbien: 1981, 2019, 2020

## Bekannte ehemalige Spieler
- Jaime Castrillón
- René Higuita
- José Manuel Moreno
- Luis Amaranto Perea
- Juan Pablo Pino
- Carlos Valderrama
- Adolfo Valencia
- José Pekerman
- Jackson Martínez
- Juan Cuadrado

## Trainerhistorie
- Alexis Mendoza (2019–)
- Octavio Zambrano (2018–2019)[1]
- Ismael Rescalvo (2017–2018)[2]
- Juan José Peláez (2017)[3]
- Luis Zubeldía (2017)[4]
- Leonel Álvarez (2015–2016)[5]
- Hernán Darío Gómez (2012–2013)
- Reinaldo Rueda (2002)
- José Manuel Moreno (1957, 1960–1962)
- Delfín Benítez Cáceres (1954–1957)